# فهرست مناطق شهری فنلاند بر اساس جمعیت
این فهرستی از مناطق شهری فنلاند بر اساس جمعیت (با ۱۰۰ منطقه بزرگ یا مناطق شهری در فنلاند در ۳۱ دسامبر ۲۰۱۹) است. این فهرست بر اساس داده‌های موسسه ملی آمار فنلاند است که منطقه شهری را مجموعه‌ای از خانه‌ها با حداقل ۲۰۰ نفر سکنه تعریف می‌کند.
| رتبه | منطقه شهری       | جمعیت     | مساحت کیلومتر مربع | تراکم کیلومتر مربع |
| ---- | ---------------- | --------- | ------------------ | ------------------ |
| ۱    | هلسینکی          | ۱٬۳۰۵٬۸۹۳ | ۶۸۲٫۹۱             | ۱٬۹۱۲٫۲            |
| ۲    | تامپره           | ۳۴۱٬۶۹۶   | ۲۷۹٫۳۷             | ۱٬۲۲۳٫۱            |
| ۳    | تورکو            | ۲۷۷٬۶۷۷   | ۲۸۳٫۲۷             | ۹۸۰٫۳              |
| ۴    | اولو             | ۲۰۵٬۱۳۷   | ۲۰۳٫۲۵             | ۱٬۰۰۹٫۳            |
| ۵    | یووسکوله         | ۱۲۸٬۹۱۱   | ۱۱۱٫۲۲             | ۱٬۱۵۹٫۱            |
| ۶    | لاهتی            | ۱۱۹٬۴۶۹   | ۱۱۶٫۳۲             | ۱٬۰۲۷٫۱            |
| ۷    | کوئوپیو          | ۹۱٬۲۴۳    | ۵۳٫۲۰              | ۱٬۷۱۵٫۱            |
| ۸    | پری              | ۸۳٬۴۷۹    | ۱۲۰٫۴۲             | ۶۹۳٫۲              |
| ۹    | یوئنسو           | ۷۲٬۶۲۱    | ۸۰٫۸۲              | ۸۹۸٫۶              |
| ۱۰   | واسا             | ۶۷٬۷۸۹    | ۶۹٫۷۳              | ۹۷۲٫۲              |
| ۱۱   | لاپن‌رانتا        | ۵۶٬۰۷۵    | ۵۵٫۱۲              | ۱٬۰۱۷٫۳            |
| ۱۲   | رووانیمی         | ۵۳٬۶۰۴    | ۶۰٫۰۸              | ۸۹۲٫۲              |
| ۱۳   | سینه‌یوکی         | ۵۱٬۳۰۰    | ۵۶٫۴۵              | ۹۰۸٫۸              |
| ۱۴   | همن‌لینا          | ۵۰٬۹۷۵    | ۴۹٫۱۹              | ۱٬۰۳۶٫۳            |
| ۱۵   | پوروو            | ۵۰٬۶۱۰    | ۴۸٫۰۴              | ۸۰۶٫۵              |
| ۱۶   | کوتکا            | ۵۰٬۴۰۰    | ۷۰٫۹۴              | ۷۱۰٫۵              |
| ۱۷   | کوولا            | ۴۷٬۳۹۱    | ۶۱٫۲۱              | ۷۷۴٫۲              |
| ۱۸   | هووینکه          | ۴۳٬۲۶۲    | ۳۶٫۹۴              | ۱٬۱۷۱٫۱            |
| ۱۹   | میکلی            | ۳۷٬۲۱۸    | ۴۲٫۹۹              | ۸۶۵٫۷              |
| ۲۰   | کوکولا           | ۳۶٬۸۸۷    | ۴۹٫۵۵              | ۷۴۴٫۴              |
| ۲۱   | راوما            | ۳۳٬۳۸۰    | ۵۳٫۷۸              | ۶۲۰٫۷              |
| ۲۲   | لوهیا            | ۳۲٬۶۰۳    | ۴۶٫۰۱              | ۷۰۸٫۶              |
| ۲۳   | کایانی           | ۲۹٬۵۸۲    | ۲۸٫۶۲              | ۱٬۰۳۳٫۶            |
| ۲۴   | سالو             | ۲۸٬۶۸۰    | ۳۷٫۴۶              | ۷۶۵٫۶              |
| ۲۵   | ریهی‌مکی          | ۲۷٬۷۸۵    | ۳۱٫۴۶              | ۸۸۳٫۲              |
| ۲۶   | ایماترا          | ۲۷٬۳۳۸    | ۵۶٫۲۹              | ۴۸۵٫۷              |
| ۲۷   | کیمی             | ۲۶٬۱۷۶    | ۵۰٫۰۴              | ۵۲۳٫۱              |
| ۲۸   | فورسا            | ۲۱٬۰۰۸    | ۳۸٫۶۵              | ۵۴۳٫۵              |
| ۲۹   | یاکوبستاد        | ۲۰٬۶۹۱    | ۲۸٫۰۰              | ۷۳۹٫۰              |
| ۳۰   | ساون‌لینا         | ۲۰٬۶۸۱    | ۲۲٫۹۵              | ۹۰۱٫۱              |
| ۳۱   | کیرکونومی        | ۲۰٬۱۸۱    | ۳۹٫۴۵              | ۵۱۱٫۶              |
| ۳۲   | راهه             | ۱۸٬۸۹۱    | ۴۲٫۳۱              | ۴۴۶٫۵              |
| ۳۳   | وارکائوس         | ۱۸٬۶۱۶    | ۳۱٫۵۵              | ۵۹۰٫۰              |
| ۳۴   | والکئاکوسکی      | ۱۶٬۹۶۰    | ۲۰٫۲۵              | ۸۳۷٫۵              |
| ۳۵   | تورنیو           | ۱۶٬۶۵۵    | ۳۶٫۱۸              | ۴۶۰٫۳              |
| ۳۶   | هامینا           | ۱۵٬۳۸۰    | ۳۴٫۸۵              | ۴۴۱٫۳              |
| ۳۷   | ایسالمی          | ۱۵٬۲۲۳    | ۱۸٫۳۲              | ۸۳۰٫۹              |
| ۳۸   | ماریهامن         | ۱۴٬۶۳۱    | ۲۱٫۳۵              | ۶۸۵٫۳              |
| ۳۹   | نوملا            | ۱۴٬۴۷۲    | ۱۹٫۵۶              | ۷۳۹٫۹              |
| ۴۰   | هینولا           | ۱۴٬۲۳۱    | ۱۶٫۵۸              | ۸۵۸٫۳              |
| ۴۱   | ایلمایوکی—کوریکا | ۱۳٬۴۱۱    | ۵۷٫۴۲              | ۲۳۳٫۶              |
| ۴۲   | پیئکسمکی         | ۱۲٬۸۹۵    | ۱۹٫۱۲              | ۶۷۴٫۴              |
| ۴۳   | اولی‌ویئسکا       | ۱۲٬۴۳۱    | ۲۸٫۱۹              | ۴۴۱٫۰              |
| ۴۴   | یمسه             | ۱۲٬۲۶۵    | ۳۱٫۲۵              | ۳۹۲٫۵              |
| ۴۵   | ناستولا          | ۱۱٬۶۸۸    | ۲۳٫۹۳              | ۴۸۸٫۴              |
| ۴۶   | منتسله           | ۱۱٬۵۴۸    | ۱۷٫۶۹              | ۶۵۲٫۸              |
| ۴۷   | سیلین‌یروی        | ۱۱٬۳۸۷    | ۲۳٫۱۸              | ۴۹۱٫۲              |
| ۴۸   | لاپوا            | ۱۰٬۷۷۵    | ۲۹٫۱۳              | ۳۶۹٫۹              |
| ۴۹   | اوسی‌کاوپونکی     | ۱۰٬۲۲۱    | ۱۹٫۲۴              | ۵۳۱٫۲              |
| ۵۰   | واممالا          | ۱۰٬۰۵۷    | ۲۰٫۵۹              | ۴۸۸٫۴              |
| ۵۱   | سودرکولا         | ۹٬۴۲۱     | ۳۹٫۱۵              | ۲۴۰٫۶              |
| ۵۲   | پارگاس           | ۹٬۳۸۹     | ۲۷٫۱۰              | ۳۴۶٫۵              |
| ۵۳   | اوریماتیلا       | ۹٬۰۳۹     | ۱۷٫۲۵              | ۵۲۴٫۰              |
| ۵۴   | لویما            | ۸٬۷۵۳     | ۱۷٫۵۴              | ۴۹۹٫۰              |
| ۵۵   | اکناس            | ۸٬۵۸۳     | ۱۲٫۵۳              | ۶۸۵٫۰              |
| ۵۶   | کاوهایوکی        | ۸٬۵۲۸     | ۳۲٫۹۷              | ۲۵۸٫۷              |
| ۵۷   | انکوسکی          | ۸٬۴۷۷     | ۱۰٫۷۲              | ۷۹۰٫۸              |
| ۵۸   | پایمیو           | ۸٬۴۶۷     | ۱۷٫۳۴              | ۴۸۸٫۳              |
| ۵۹   | توییالا          | ۸٬۳۶۵     | ۱۶٫۴۳              | ۵۰۹٫۱              |
| ۶۰   | کوسامو           | ۸٬۲۸۵     | ۱۶٫۳۴              | ۵۰۷٫۰              |
| ۶۱   | لاوکا            | ۸٬۲۲۵     | ۱۹٫۴۰              | ۴۲۴٫۰              |
| ۶۲   | کاریس            | ۷٬۸۱۱     | ۱۴٫۱۲              | ۵۵۳٫۲              |
| ۶۳   | کانکانپه         | ۷٬۷۸۷     | ۱۶٫۰۵              | ۴۸۵٫۲              |
| ۶۴   | نورمی‌یروی        | ۷٬۵۷۶     | ۱۱٫۲۷              | ۶۷۲٫۲              |
| ۶۵   | تورنکی           | ۷٬۴۶۶     | ۱۳٫۸۰              | ۵۴۱٫۰              |
| ۶۶   | منته             | ۷٬۴۳۸     | ۱۸٫۹۳              | ۳۹۲٫۹              |
| ۶۷   | کارکیلا          | ۷٬۳۶۵     | ۱۵٫۸۷              | ۴۶۴٫۱              |
| ۶۸   | هانکو            | ۷٬۳۲۹     | ۱۳٫۶۱              | ۵۳۸٫۵              |
| ۶۹   | رایامکی          | ۷٬۱۶۹     | ۱۵٫۰۷              | ۴۷۵٫۷              |
| ۷۰   | مورامه           | ۷٬۱۱۵     | ۱۲٫۹۱              | ۵۵۱٫۱              |
| ۷۱   | موهس             | ۷٬۰۷۲     | ۲۵٫۴۵              | ۲۷۷٫۹              |
| ۷۲   | لوویسا           | ۶٬۹۵۵     | ۱۲٫۷۱              | ۵۴۷٫۲              |
| ۷۳   | لیئکسا           | ۶٬۸۷۴     | ۱۵٫۳۸              | ۴۴۶٫۹              |
| ۷۴   | یوتسنو           | ۶٬۷۶۶     | ۱۶٫۱۹              | ۴۱۷٫۹              |
| ۷۵   | کروسکسکی         | ۶٬۷۵۰     | ۱۶٫۳۰              | ۴۱۴٫۱              |
| ۷۶   | پارولا           | ۶٬۶۶۲     | ۱۶٫۹۸              | ۳۹۲٫۳              |
| ۷۷   | لاوتاکوله        | ۶٬۶۱۳     | ۲۲٫۱۷              | ۲۹۸٫۳              |
| ۷۸   | لای‌هیا           | ۶٬۵۹۸     | ۲۳٫۲۴              | ۲۸۳٫۹              |
| ۷۹   | کالایوکی         | ۶٬۵۴۸     | ۲۲٫۸۰              | ۲۸۷٫۲              |
| ۸۰   | این هامینا       | ۶٬۵۰۶     | ۲۱٫۳۵              | ۳۰۴٫۷              |
| ۸۱   | یوکلا            | ۶٬۴۷۱     | ۱۰٫۸۹              | ۵۹۴٫۲              |
| ۸۲   | ائورا            | ۶٬۳۲۷     | ۲۱٫۷۱              | ۲۹۱٫۴              |
| ۸۳   | اوریوسی          | ۶٬۲۳۹     | ۱۴٫۷۵              | ۴۲۳٫۰              |
| ۸۴   | ویکولا           | ۶٬۲۱۴     | ۱۸٫۰۱              | ۳۴۵٫۰              |
| ۸۵   | کیلاساری—پیهلاوا | ۶٬۲۰۷     | ۱۸٫۷۸              | ۳۳۰٫۵              |
| ۸۶   | وکاتتی           | ۶٬۱۸۱     | ۱۳٫۷۱              | ۴۵۰٫۸              |
| ۸۷   | کئورواو          | ۵٬۹۵۳     | ۹٫۱۱               | ۶۵۳٫۵              |
| ۸۸   | والکلا           | ۵٬۸۶۳     | ۱۰٫۸۷              | ۵۳۹٫۴              |
| ۸۹   | مولوکسکی         | ۵٬۷۱۴     | ۱۶٫۰۷              | ۳۵۵٫۶              |
| ۹۰   | کیمینکی          | ۵٬۶۱۷     | ۱۵٫۵۵              | ۳۶۱٫۲              |
| ۹۱   | لایتیلا          | ۵٬۵۹۶     | ۱۶٫۸۹              | ۳۳۱٫۳              |
| ۹۲   | تویوالا—وئورلا   | ۵٬۵۹۴     | ۱۰٫۵۰              | ۵۳۲٫۸              |
| ۹۳   | کاوهاوا          | ۵٬۴۵۱     | ۲۱٫۴۳              | ۲۵۴٫۴              |
| ۹۴   | وورس             | ۵٬۳۵۵     | ۳٫۰۳               | ۱٬۷۶۷٫۳            |
| ۹۵   | نیوالا           | ۵٬۲۶۷     | ۱۷٫۸۳              | ۲۹۵٫۴              |
| ۹۶   | اولاینن          | ۵٬۲۰۶     | ۱۴٫۲۷              | ۳۶۴٫۸              |
| ۹۷   | کوهمو            | ۵٬۲۰۰     | ۹٫۰۵               | ۵۷۴٫۶              |
| ۹۸   | لیمینکا          | ۵٬۱۹۰     | ۱۱٫۱۲              | ۴۶۶٫۷              |
| ۹۹   | وییالا           | ۵٬۰۸۷     | ۱۱٫۴۷              | ۴۴۳٫۵              |
| ۱۰۰  | سوئونن‌یوکی       | ۵٬۰۷۰     | ۱۲٫۲۳              | ۴۱۴٫۶              |